# La colimba no es la guerra
 La colimba no es la guerra es una película argentina filmada en colores dirigida por Jorge Mobaied sobre el guion de Salvador Valverde Calvo  según el argumento de Carlos Borcosque (hijo) y Arturo Pillado Mathew que se estrenó el 6 de julio de 1972 y que tuvo como protagonistas a Elio Roca, Ricardo Bauleo, Soledad Silveyra y Nené Morales.

## Sinopsis
Entre canciones y juegos de acrobacia militar cuatro muchachos que hacen el servicio militar entablan relación con otras tantas jóvenes.

## Reparto
- Elio Roca
- Ricardo Bauleo
- Soledad Silveyra
- Nené Morales
- Romualdo Quiroga
- Ricardo Morán
- Tito Mendoza
- Ismael Echeverría
- Emilio Vidal
- Blanquita Silván
- Alberto Mazzini
- Esther Velázquez
- Norma Sebré
- Stella Maris Lanzani
- Güendolina
- Elena Pedrazzoli
- Mario Savino
- Ernesto Cáceres
- Josefina Daniele
- Ernesto Galván
- Betty Cossoy
- Blasito Martínez Riera
- Mercedes Harris
- Sociedad Anónima

## Comentarios
Gente opinó:

”Consejo: es posible abstenerse sin remordimientos.”

Manrupe y Portela escriben:

”Otra película de ámbito reclutón, esta vez con las canciones de Elio Roca y el humor de Ismael Echeverría, El Tehuelche. Hoy, más pasada de moda que nunca.”